# Litlakista
Litlakista är en bergstopp i republiken Island. Den ligger i regionen Norðurland eystra, 270 km öster om huvudstaden Reykjavík. Toppen på Litlakista är 1 050 meter över havet, eller 88 meter över den omgivande terrängen. Bredden vid basen är 0,92 km. Litlakista ingår i Dyngjufjöll.
Trakten runt Litlakista är nära nog obefolkad, med mindre än två invånare per kvadratkilometer. Det finns inga samhällen i närheten. Trakten runt Litlakista består i huvudsak av gräsmarker.